# Gaines County
Gaines County är ett administrativt område i delstaten Texas, USA, med 17 526 invånare (2010). Den administrativa huvudorten (county seat) är Seminole.

## Geografi
Enligt United States Census Bureau har countyt en total area på 3 893 km². 3 890 km² av den arean är land och 3 km² är vatten.

### Angränsande countyn
- Yoakum County - norr
- Terry County - norr
- Dawson County - öster
- Martin County - sydost
- Andrews County - söder
- Lea County, New Mexico - väster

### Orter
- Seminole (huvudort)